# Adema (album)
Adema – pierwszy studyjny album amerykańskiego zespołu nu metalowego Adema.

## Lista utworów
1. Everyone (3:28)
2. Blow It Away (3:02)
3. Giving In (4:34)
4. Freaking Out (3:35) (feat. Bill Appleberry)
5. The Way You Like It (3:39)
6. Close Friends (3:24)
7. Do What You Want to Do (3:00)
8. Skin (3:23) (feat. Mike Montano & Eric Jackson)
9. Pain Inside (3:29)
10. Speculum (3:32)
11. Drowning (3:26)
12. Trust (4:21)
13. Shattered (3:09) (bonus track w japońskiej wersji albumu)